# Orden du Chêne et du Tombeau
Op 17 september 1748 stichtte hertogin Dorothea Sophia van Mecklenburg-Strelitz (echtgenote van Adolf Frederik III, hertog van Mecklenburg-Strelitz) de Orden du Chêne et du Tombeau (een mengeling van Duits en Frans voor Orde van de Eik en het Graf) als huisorde van het hertogdom.
De aanleiding voor de stichting was het overlijden van de bestuurder ("Amtshauptman") Carl Georg Friedrich v. Behmen. Dat de orde een Franse naam draagt is niet vreemd, ook aan dit Duitse hof sprak men destijds onderling vrijwel altijd Frans.
Het kleinood van de orde was een onregelmatige achthoek die in een gouden rand is gevat. Deze achthoekige plaat was enigszins bol en wit geëmailleerd. Op het kleinood zien we een ingewikkelde afbeelding. Vier voorschoten ("Ritterschürzen") zijn met een gouden band samengeknoopt en vastgebonden aan een eikentak met op de vier bladeren de letters "S", "M", "T" en "T". Op de grond ligt een afgevallen blad met de letter "B". Uit de wolken komen vier armen die een kruis vormen. De onderste arm is een mannenarm met een groene mouw en gouden knoppen. De andere drie armen zijn vrouwelijk. De bovenste arm is slanker dan de andere en draagt een armband uit parels.
De keerzijde vertoont twee ineengeschoven gouden driehoeken in de vorm van een davidster. Op vier punten staan de letters "D", "S", "L" en "B".
In de davidster is een zilveren mercuriusstaf getekend.
Aan beide zijden van de ster staan met vier eikenbladeren versierde gouden kandelaars.
Het geheel wordt door twee groenige gekroonde slangen die zilveren vleugels en klauwen hebben omringd.
De kleur van het lint van de orde is onbekend. Het kleinood werd met een ring aan een lint in het knoopsgat gedragen.
Over de orde is weinig bekend, in ieder geval is hij verleend aan:
- Frau v. Voss geboren v. Jasmund.

- Luise v. Rieben, hofdame van de hertogin.

- Geheimraad Hartwig Heinrich Brunsich Edler v. Brunn.